# Robert Owen
Robert Owen (Newtown, Powys, 14 de maig de 1771 - 17 de novembre de 1858) era un gal·lès socialista utòpic, considerat el pare del cooperativisme i de l'owenisme.

## Biografia i ideari
Originari de Gal·les, de família menestral, treballa des dels 10 anys; als 20 anys, es fa amb la direcció d'una fàbrica de teixits a Manchester. Posteriorment, es va convertir en accionista de la fàbrica tèxtil de New Lanark. Algunes obres importants en són La formació del caràcter humà (1814) i Una nova visió de la societat (1823), que tracta sobre les reformes del règim industrial. El 1825, va fundar la comunitat de New Harmony a Indiana, però l'experiment va fracassar i va haver de vendre el terreny el 1828, perdent amb això una bona part de la seva fortuna.
Torna al Regne Unit i liderà el moviment sindicalista (anomenat moviment cartista), però el 1834 es va retirar, per tal d'organitzar agrupaments més idealistes i d'un abast més general per a la renovació moral de la societat.
Per a Owen, l'ésser humà depèn del seu entorn natural i social. La persona és bona per naturalesa però les circumstàncies no li deixen ser-ho. Vol millorar l'entorn de l'ésser humà perquè aquest sigui bo, perquè emergeixi la seva bondat. L'ésser humà bo treballarà millor voluntàriament. Parteix de la idea que les condicions de vida determinen la sort de l'individu i, per a millorar-la, s'ha de reconstruir l'ambient que viu l'ésser humà. Aquestes idees, les aplica en les seves fàbriques millorant els salaris, reduint les jornades de treball a 10 hores, facilitant habitatges dignes per als seus empleats, oferint formació als fills dels treballadors, etcètera. Es mostra partidari de lleis que regulin els horaris i que prohibeixin el treball infantil. Defensava la possibilitat de desenvolupar un sistema econòmic alternatiu basat en la cooperativa.
El seu plantejament era utòpic perquè pretenia substituir el sistema capitalista per un altre de més just que evités els problemes britànics. Des de la seva perspectiva, els obrers havien d'unir-se per crear una nova realitat europea basada en cooperatives que fossin més rendibles que les indústries: cooperatives de producció i cooperatives de distribució. Aquests plantejaments van ser els fruits inicials, i el 1832 ja existien unes 500 cooperatives que englobaven 20.000 treballadors.
Owen va centrar totes les seves energies a defensar els interessos dels treballadors, i es va vincular amb el moviment obrer britànic. Crea la Gran Unió Consolidada d'Oficis, amb l'objectiu de controlar tot el moviment obrer britànic. Als pocs mesos de la seva fundació, comença a tenir les primeres crisis perquè inicien una sèrie de vagues que els obrers no qualificats no poden suportar. Això va provocar un problema intern agreujat per la pressió externa. Malgrat aquest gran fracàs, aquesta experiència sindical demostrava que: 
- El sindicat de masses i d'àmbit estatal era possible,
- Es podien plantejar alternatives al sistema capitalista (com cooperatives de producció).

Owen es dedicarà a escriure i defensar la seva visió del cooperativisme. Atacarà institucions com la família, la religió, l'herència, etcètera, perquè pensava que limitaven i reprimien la llibertat de l'ésser humà. Confia que la solució vindrà de la mateixa societat. Nombroses cooperatives de consum britàniques van sorgir influïdes per les seves idees. Es podria dir que també és el pare de la societat civil com a agent del seu propi esdevenir.

### Individu i societat
Des del punt de vista d'Owen, i en oposició als filòsofs de l'individualisme, l'ésser humà és un producte social, manufacturat. L'ésser humà seria un llibre en blanc que la societat, mitjançant els seus agents socialitzadors, procedeix a escriure. El caràcter de l'individu passa a ser creació del mitjà social i l'atzar de les circumstàncies, i no conseqüència d'una naturalesa metafísica predestinada. Creu en l'omnipotència de la raó, per la qual cosa la seva ideologia assenta les bases en l'educació. Es pot considerar Owen un dels pares del pensament pedagògic modern.
Parteix de la idea que les condicions de vida determinen la sort de l'individu i, per a millorar-la, s'ha de reconstruir l'ambient que viu l'ésser humà. Per a Owen, la persona depèn del seu entorn natural i social. L'ésser humà és bo per naturalesa, però les circumstàncies no li deixen ser-ho (idea original de Rousseau, i que potser l'adapti). Vol millorar l'entorn de l'ésser humà perquè aquest sigui bo, perquè emergeixi la seva bondat. L'individu bo treballarà millor voluntàriament que sent esclavitzat.

### Reforma de la societat

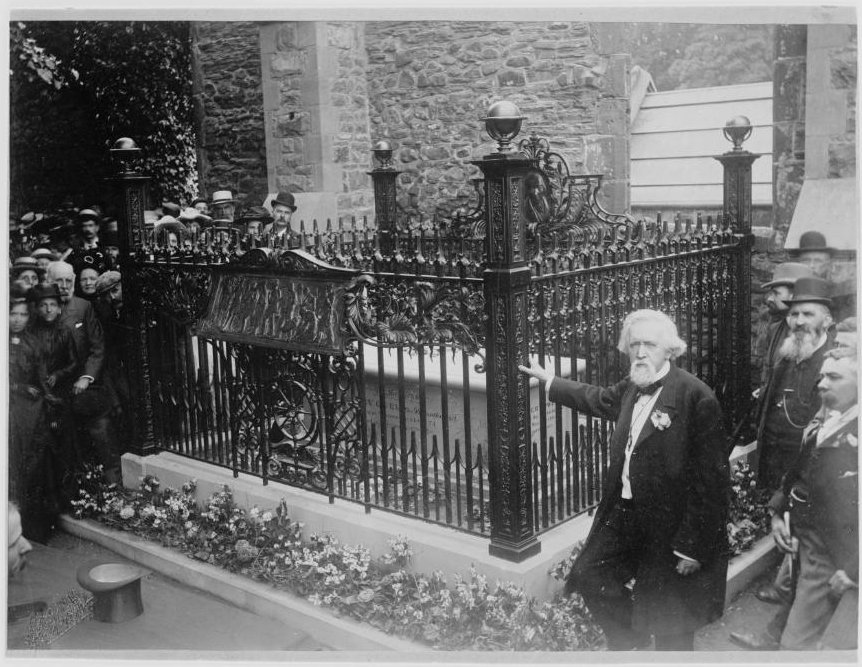

Així com la vida d'Owen és edificant, les fórmules que preconitza per a reformar la societat són abundants, per la qual cosa les seves aportacions poden trobar fruits en una gran varietat de filòsofs posteriors.
Fonamentalment, el seu pensament evoluciona partint de la filantropia empresarial, passant per un socialisme de caràcter utòpic denominat owenisme, que culminaria en el messianisme social. Els aspectes més influents de la concepció oweniana de la reforma social són:
- La idea que la qualitat del treball d'un obrer manté una relació directament proporcional amb la qualitat de vida d'aquest, per la qual cosa les mesures a aplicar consisteixen a qualificar i quantificar la producció de cada obrer, brindar millores en les àrees d'habitatge, higiene, educació, prohibició del treball infantil, salaris, i determinar una quantitat màxima d'hores de treball (va establir-ne deu hores de mitjana).

- La recurrència a l'estat, del qual va rebre poc o nul suport, com a legislador i emancipador dels canvis produïts en la comunitat ideal.

- Simultàniament, les idees d'una comunitat exemplar pot servir de suport per a un canvi social profund; i la reforma social és independent de l'acció política i la presa del poder.

- La institució del comunitats agrícoles, en què no existeix la propietat privada. Igual que Fourier, i en oposició a Saint-Simon, Owen supedita la indústria a l'agricultura.

- La idea que el treball és, o hauria de ser, la mesura del valor.

- Establiment de basars obrers, establiments d'intercanvi de productes per mitjà de bons, la unitat dels quals era l'hora de treball rendit, idea que anticipa els bancs d'intercanvi de Proudhon.